# Église des Highlands
Pour les articles homonymes, voir Highland.
L’Église des Highlands (anglais : Church of the Highlands) est une megachurch chrétienne évangélique non confessionnelle multisite basée à  Birmingham, Alabama, États-Unis. Elle est affiliée à l'Association of Related Churches. Son pasteur principal est Chris Hodges.  L’église aurait une assistance de 60,000 personnes en 2024.

## Histoire
L'église a été fondée en 2001 par le pasteur Chris Hodges et 34 autres personnes, ,. En 2007, elle a fait la dédicace d’un nouveau bâtiment principal comprenant un auditorium de 2,400 places. L'église a ouvert d'autres campus dans la région de  Birmingham, ,
.  En 2016, l'église comptait 38 000 personnes ,. Selon un recensement de l’église publié en 2024, elle disait avoir une assistance hebdomadaire de 60,000 personnes et avoir ouvert 17 campus dans différentes villes.

## Participation communautaire
L'église a mis en place un jour de service où les membres participent au nettoyage de leur voisinage.

## Croyances
Les croyances de l'église sont identifiées comme faisant partie du christianisme évangélique, de courant non confessionnel.